# نیوپر
شهر نیوپر (به فرانسوی: Nieuwpoort) در شهرستان ورن در استان فلاندری غربی در منطقه فلاندری در کشور بلژیک واقع شده‌است.

## نگارخانه

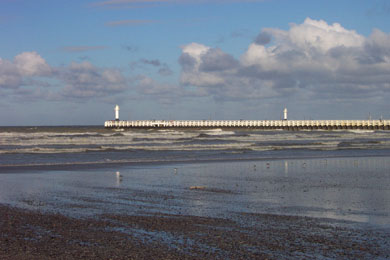
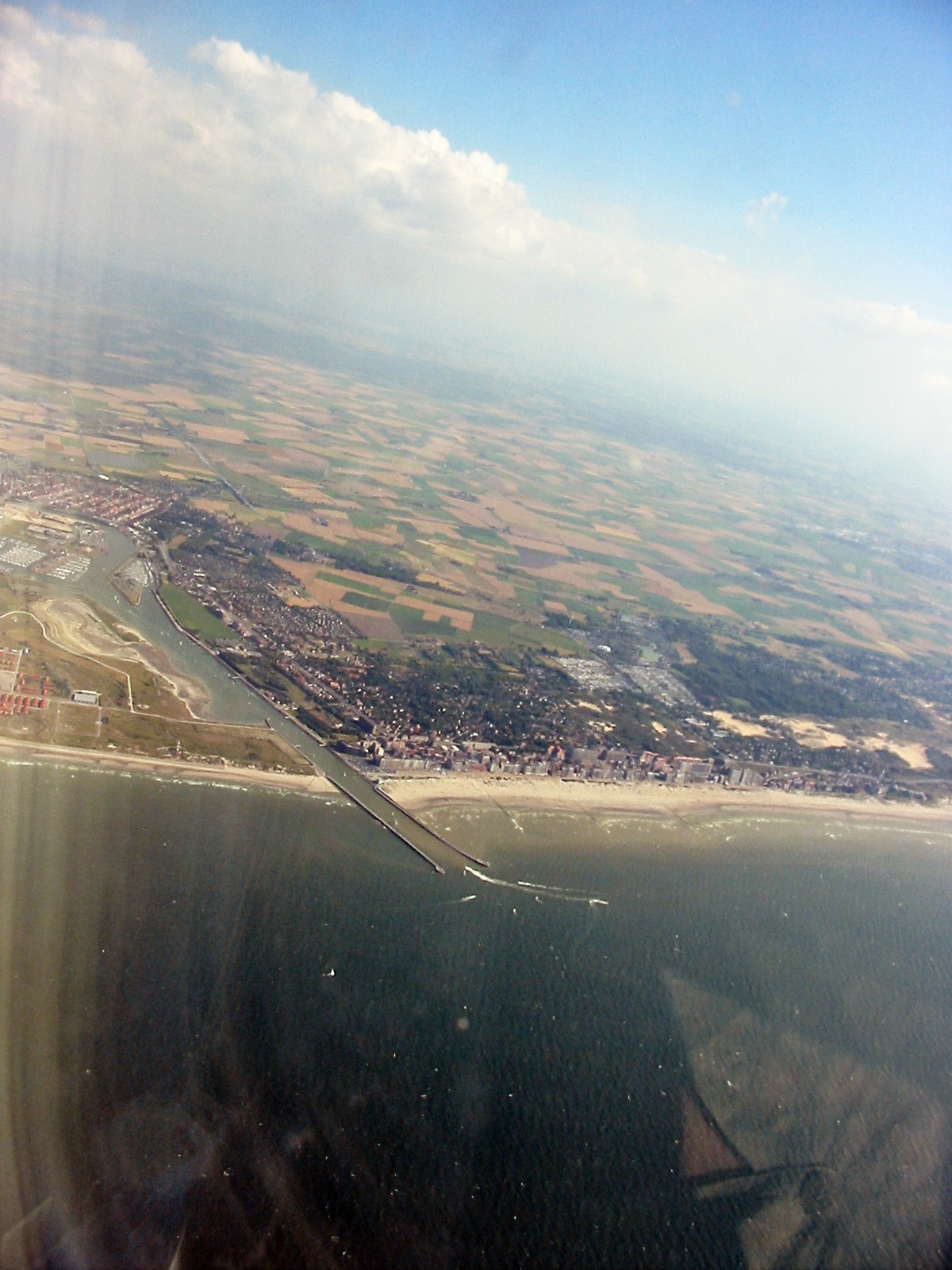
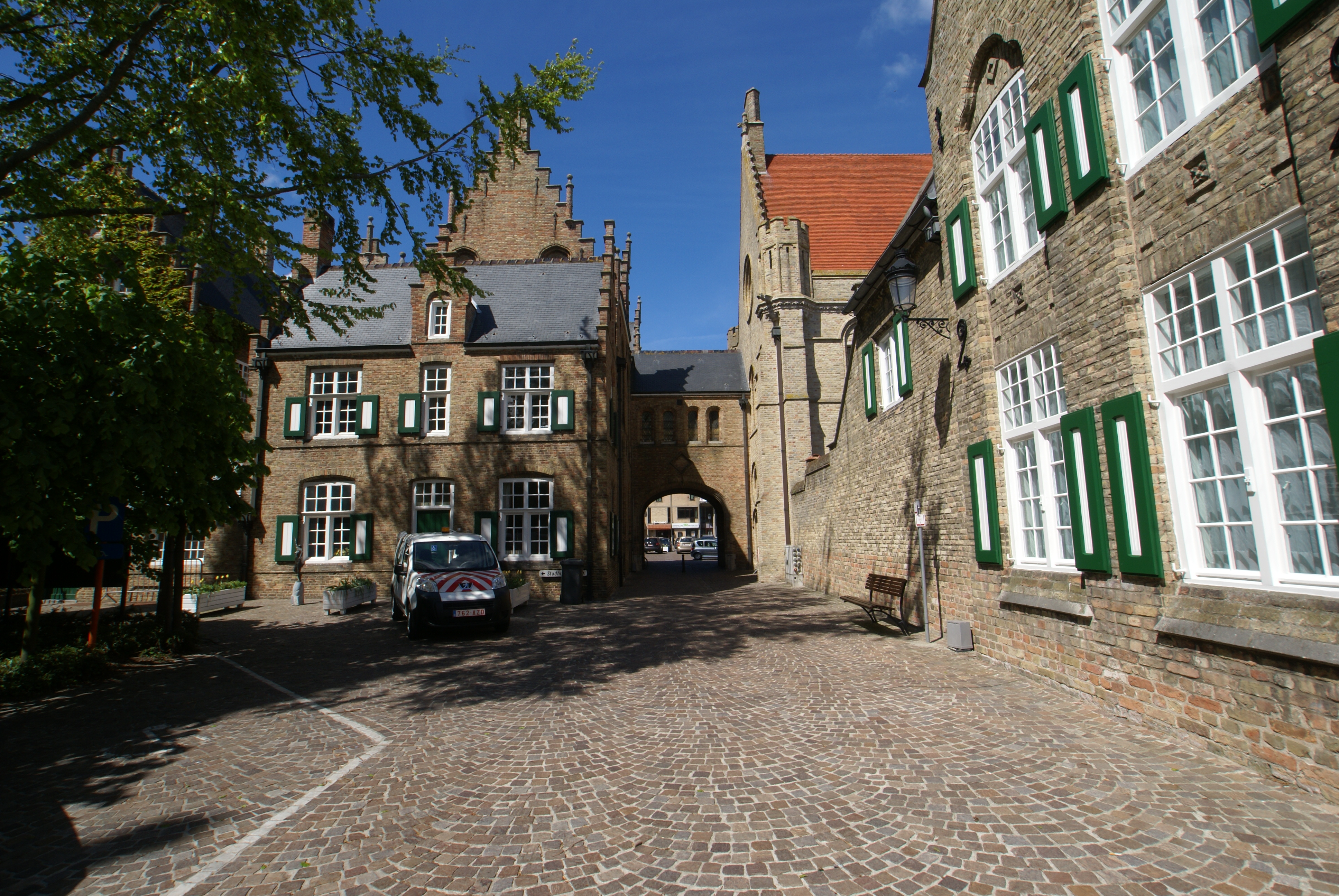
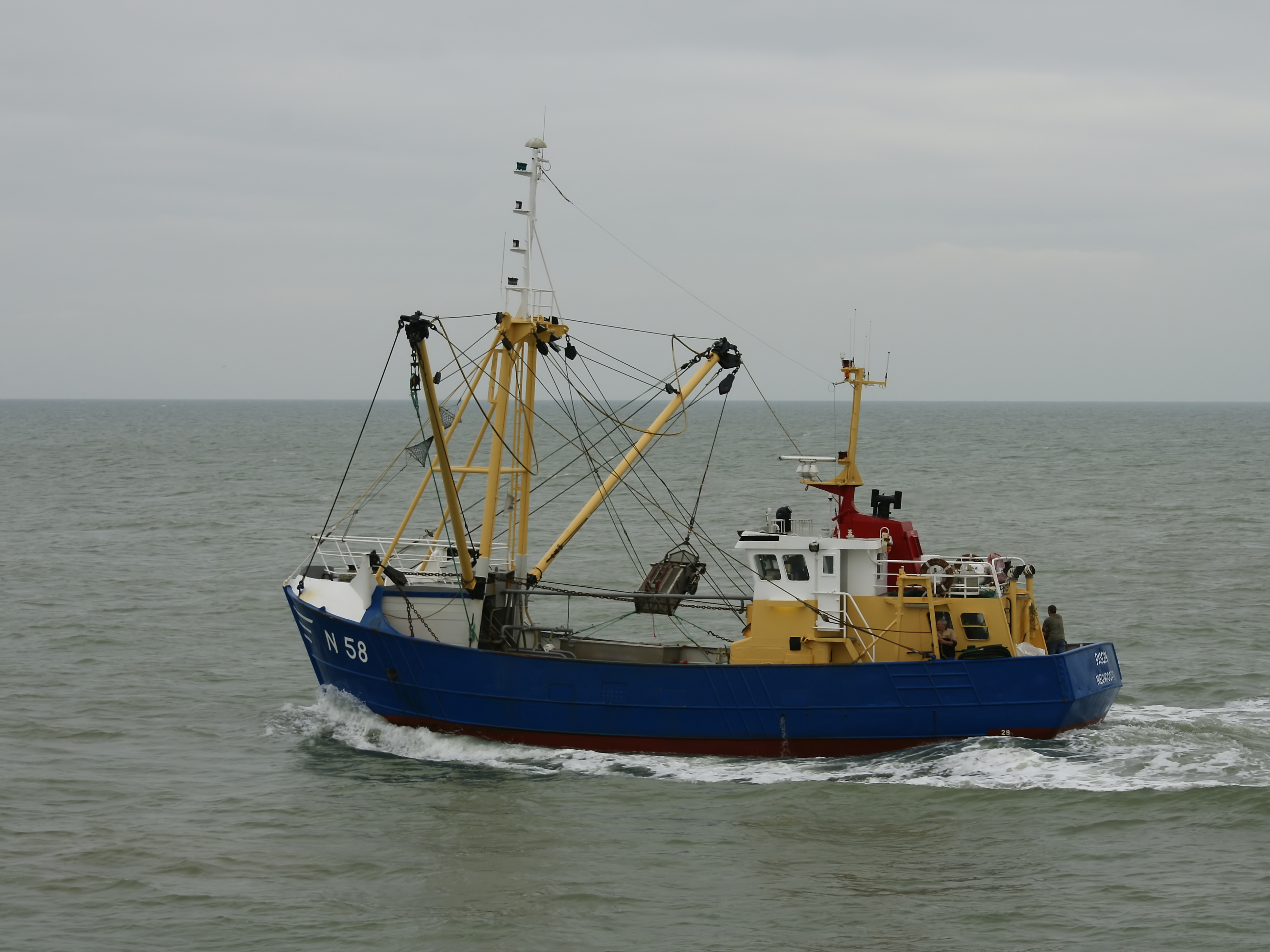